# Chaetosphaerides
Chaetosphaerides är ett släkte av svampar. Chaetosphaerides ingår i ordningen Trichosphaeriales, klassen Sordariomycetes, divisionen sporsäcksvampar och riket svampar.
|                  | Trichosphaeriaceae                                  |
|                  |                                                     |
|                  | Nigrospora                                          |
|                  |                                                     |
| Chaetosphaerides | \| \| Chaetosphaerides ramichloridifera \| \| \| \| |
|                  | \| \| Chaetosphaerides ramichloridifera \| \| \| \| |
|                  | Khuskia                                             |
|                  |                                                     |
|                  | Chaetosphaerides ramichloridifera                   |
|                  |                                                     |

|  | Chaetosphaerides ramichloridifera |
|  |                                   |